# Vault RNA
Vault RNA (vtRNA) is een groep van niet-coderende RNA-moleculen die algemeen voorkomen in de meeste cellen van hogere eukaryoten. Vault RNA's zijn ongeveer honderd nucleotiden in lengte, en worden afgeschreven door RNA-polymerase III. Vault RNA's werden oorspronkelijk ontdekt als structurele onderdelen van het vaultcomplex, een groot ribonucleoproteïne in eukaryotische cellen waarvan de functie nog niet geheel ontrafeld is.
Hoewel vault RNA's onderdeel uitmaken van het vaultcomplex, zijn ze niet essentieel voor de structuur ervan. Veruit het meeste (tot wel 95%) van het vault RNA komt vrij voor in het cytosol, wat doet vermoeden dat ze een andere functionele rol hebben in de cel. Er is veel onderzoek verricht naar de mogelijke functies van vault RNA, maar over hun cellulaire functies is nog veel onduidelijk. Vault RNA's worden – samen met andere niet-coderende RNA-transcripten – hoog tot expressie gebracht tijdens virale infectie, apoptose en proliferatie.

## Locus
Bij de mens zijn er vier vault RNA's ontdekt, die zich allen op chromosoom 5 bevinden. Het eerste locus bevat de genetische informatie voor drie vault RNA's (vtRNA1-1, vtRNA1-2 en vtRNA1-3); het tweede locus codeert voor vtRNA2-1. Alle vtRNA-genen staan onder controle van een RNA-polymerase III-promoter en bevatten motieven die doen denken aan tRNA-elementen. De promotoren zijn echter niet identiek en daarom kennen de twee loci verschillende expressiepatronen.

## Cellulaire functies
Net als veel andere niet-coderende RNA-moleculen is de rol van vault RNA in de cel grotendeels onbekend. Ze zijn onder meer betrokken bij grote signaleringsprocessen in cellen (bijvoorbeeld tijdens apoptose en autofagie), proliferatie en differentiatie, regulatie van mRNA en cel-celcommunicatie. Daarnaast zijn er aanwijzingen dat vault RNA's immuunmechanismen beïnvloeden, bijvoorbeeld in de context van virale infectie en kanker. Ook blijken ze een rol te spelen bij geneesmiddelresistentie.